# 弗洛蘭斯鎮區 (北達科他州福斯特縣)
弗洛蘭斯鎮區（英語：Florance Township）是位於美國北達科他州福斯特縣的一個鎮區。

## 地方資料
弗洛蘭斯鎮區的面積為92.95平方千米，當中陸地面積為89.96平方千米，而水域面積為2.99平方千米。根據2020年美國人口普查的數據，當地共有人口47人，而人口密度為每平方千米0.51人。